# 佩姬·李
佩姬·李（1920年5月26日—2002年1月21日），本名為諾瑪·德洛里斯·埃格斯特羅姆（英語：Norma Deloris Egstrom），美國著名爵士樂和流行音樂歌手、詞曲作家、作曲家及女演員，職業生涯從在電台擔任歌手開始到班尼·古德曼大樂隊的主唱，以及往後參與電影音樂、表演和錄製結合詩歌和音樂的概念專輯等成就，皆被視為美國史上最具影響力的爵士女伶之一。

## 生平

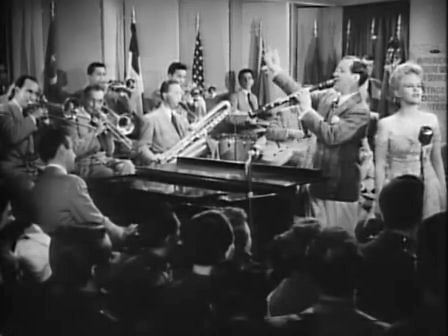
1943年電影《臺口餐廳》，佩姬與班尼·古德曼樂團參與演出。

### 早年生活
諾瑪於1920年5月26日出生於美國北達科他州的詹姆斯敦，是路德教家庭。塞爾瑪·埃梅勒·埃格斯特羅姆（Selma Emele Egstrom，後改名為安德森（Anderson）），和米德蘭大陸鐵路車站的職員馬文·奧拉夫·埃格斯特羅姆（Marvin Olaf Egstrom）八個孩子中的第七個。當諾瑪四歲時，她的母親因病而去世，父親則與另一名女子米妮·紹伯格·維澤（Minnie Schaumberg Wiese）再婚。
當時，諾瑪和她的家人居住在米德蘭大陸鐵路沿線的幾個城鎮（詹姆斯敦、諾頓維爾和溫布爾登），到了高中期間，具立志要朝演藝事業發展的諾瑪加入了學校的合唱團，並前往谷市的電台「KOVC」展現出其演唱的天份，在當地一家餐館所贊助下，諾瑪在電台擁有屬於自己15分鐘的週六廣播節目，並在課餘期間積極參與歌唱比賽的活動，如曾在溫布爾登網球公開賽擔任舞蹈樂隊的女歌手。
1937年10月，當諾瑪從高中畢業後，北達科他州最廣為人知的電台「WDAY」的名人肯·肯尼迪（Ken Kennedy）在諾瑪完成試鏡後立即僱用了她，肯尼迪當場為諾瑪想出了一個專業名字：「佩姬·李」。根據各種消息來源，他做出這個選擇的理由是，「佩姬·李」聽起來像一個如此美麗的金髮女郎名字。諾瑪後來曾藉由自己的回憶解釋「佩姬·李」名字的由來。這與肯尼迪提供的故事基本相同，但肯尼迪則稱：
你必須要改名……諾瑪·埃格斯特羅姆？……這聽起來不對。女士們，先生們，諾瑪·埃格斯特羅姆小姐？不，根本不行。我明白了“你看起來很像佩姬。佩吉林恩？不——佩姬·李。
在1986年12月接受 KOLN/KGIN 的電視採訪時，諾瑪曾提到除了肯尼迪之外，還有其他幾個人站在旁邊為佩姬設想了各種姓氏，包括「李」。

到了1938年3月，在週遭人們的激勵和自己對於歌唱事業的狂熱追求下。17歲的諾瑪帶著「佩姬·李」的身份離開了家，前往加利福尼亞州的好萊塢。她的第一份工作於紐波特海灘的巴爾博亞島開始，在該島的哈利咖啡館擔任臨時廚師和女服務員。當工作在復活節後告一段落後，她被聘為巴爾博亞娛樂區的酒吧的服務人員。在歌曲〈The Nickel Ride〉中，諾瑪曾根據這段經歷作為歌曲靈感的構想，這首歌是她與戴夫·格魯辛為1974年的同名電影所創作的，此後的諾瑪成功試鏡翡翠酒廊的歌唱工作後，她的前景得到了改善。使得她獲得了急需的穩定收入來源。
然而因工作過度勞累和飲食不當的因素，1938年晚些時候，諾瑪在好萊塢參與音樂俱樂部「The Jade」女歌手的試鏡時，因身體不適而在舞台上暈倒，當好萊塢長老會醫療中心（HPMC）的醫生告知被迫停止工作的她，需要進行扁桃體的切除手術後，諾瑪只好返回故鄉北達科他州進行手術，在休養了大約兩個半月後繼續留在當地，並在肯·肯尼迪的幫助下重返工作崗位，在法戈的鮑爾斯酒店及當地一些餐廳定期演出。
當諾瑪於1940年回到加利福尼亞時，她在棕櫚泉的「The Doll House」找到了一份唱歌的工作。在這裡，她開始發展出其標誌性沙啞低沉的歌聲，也間接抓住到聽眾的賞識，包含了芝加哥西部大使飯店的老闆弗蘭克白令（Frank Bering），他邀請諾瑪到位於西部大使酒店的夜總會「Buttery Room」演出。在那裡，大樂隊的領隊班尼·古德曼注意到了諾瑪。根據諾瑪的說法：
當時班尼的未婚妻愛麗絲·達克沃斯夫人來到夜總會，她對我的印象非常深刻。所以在第二天晚上，她帶著班尼進來，因為他們正在尋找比莉哈樂黛的替代者。一開始我以為他不喜歡我，但他只是全神貫注於他所聽到的音樂。
最終，諾瑪於1941年8月加入班尼·古德曼的樂隊，並錄製了她的第一張唱片〈Elmer's Tune〉。隨後在班尼·古德曼的樂隊呆了兩年。

### 歌唱生涯
1942年，佩姬推出了她的第一首熱門單曲〈Somebody Else Is Taking My Place〉，緊隨其後的是1943年的〈Why Don't You Do Right?〉 ，銷量超過100萬張，使她一舉成名，並在同年上映的兩部戰爭宣傳電影《臺口餐廳》和《權力女孩》中與古德曼的樂隊一同表演。
1943年3月，佩姬與古德曼樂隊的吉他手戴夫·巴柏結婚，兩人也一同退出班尼的樂隊。1944年，她開始在國會唱片（Capitol Records）進行歌曲製作，並為長片公司錄製了一長串熱門歌曲，其中許多歌曲由佩姬和戴夫創作，包括〈I Don't Know Enough About You〉和〈It's a Good Day〉。其中佩姬錄製的〈Golden Earrings〉是 1947 年同名電影的主打歌，並在當時大受歡迎。兩人創作的〈Mañana〉則是佩姬的第十一張熱門單曲，並在排行榜上保持了21週，其中9週位居第一。這首歌最終銷量超過一百萬張，並獲得了《告示牌》雜誌所頒發的年度最佳唱片騎師獎。在 1946 年到 1949 年，佩姬還為國會唱片的無線電台進行轉錄圖書的錄音，一家貿易雜誌上的廣告指出，這些轉錄內容包括「佩姬」的特別配音介紹。

1948年，佩姬與歌手派瑞·寇摩和喬·斯塔福德一起擔任NBC電臺聯播網的音樂節目《The Chesterfield Supper Club》的主持人。她同時也是吉米·杜蘭特秀的常客，並在1940年代末和1950年代初頻繁出現在平·克勞斯貝的廣播節目中。
除了在迪卡唱片的短暫繞道（1952—1956）之外，她與國會唱片的合作跨越了近三年。她錄製了〈Black Coffee〉，並推出了〈Lover〉和〈Mister Wonderful〉等單曲，1958年，她錄製了自己翻唱蕾托·威利·約翰的歌曲〈Fever〉，並為這首歌重新編曲，並添加了自己的歌詞，最終這首新版本的〈Fever〉大受歡迎，在1959年的首屆葛萊美獎頒獎典禮上獲得三項提名，包括年度唱片和年度歌曲。

1970年，佩姬在倫敦皇家阿爾伯特音樂廳訂婚時，她邀請保罗·麦卡特尼和琳達·麥卡特尼在多切斯特酒店共進晚餐。在晚宴上，這對夫婦送給了佩姬一首他們寫的名為〈Let's Love〉的歌曲。佩姬後來洛杉磯的唱片廠錄製了這首歌，並成為她第40張專輯的主打曲，這是她第一張也是唯一在大西洋唱片公司發行的專輯。1971年，佩姬曾在路易·阿姆斯壯的葬禮上獻唱了主禱文。

### 演藝生涯

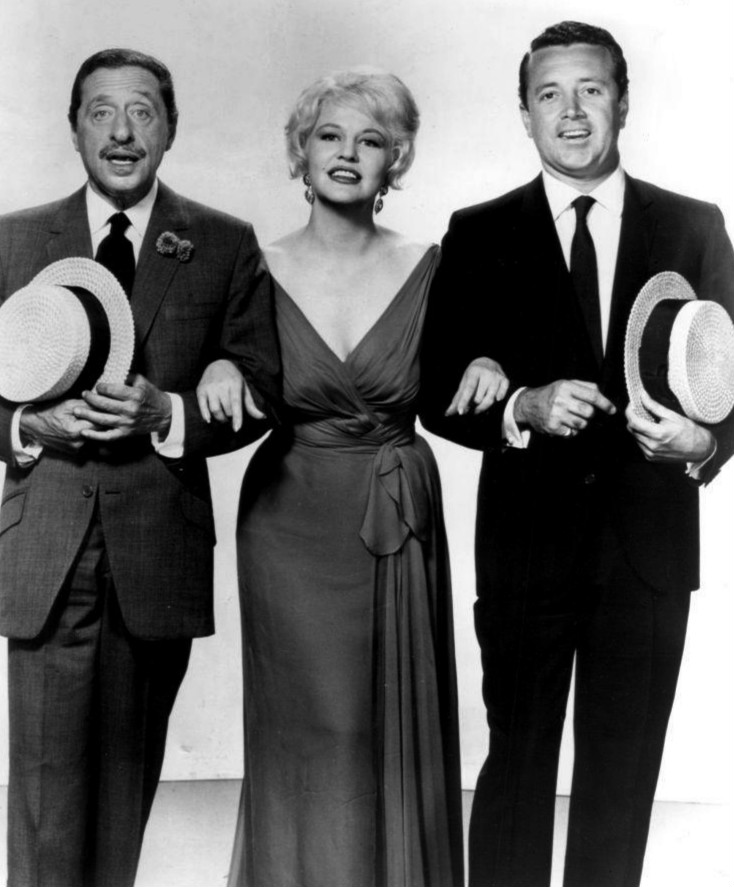
1961年，佩姬·李和哈羅德·阿倫、戴蒙樂團為電視節目拍攝的宣傳照。

在演藝生涯中，佩姬出現在數百個綜藝節目、幾部電視電影和特別節目中，其中首次作為演員登場的作品為1952年電影《爵士歌手》，與丹尼·托马斯共同演出，這是1927年著名電影《爵士歌手》的翻拍版本。佩姬後來在1955年電影《憂鬱的凱利》 中飾演一位酗酒的藍調歌手，並因此被提名奧斯卡最佳女配角獎。
在1955年上映的迪士尼動畫電影《小姐與流氓》，佩姬還為幾個角色配音，包含玉玲（Darling）和兩隻暹羅貓姐妹（Si and Am）。她還與桑尼·柏克共同創作了電影所有的原創歌曲，包括〈He's A Tramp〉、〈Bella Notte〉、〈La La Lu〉、〈The Siamese Cat Song〉和〈Peace on Earth〉。1987年，當《小姐與流氓》在VHS上發行時, 佩姬在影像銷售中尋求電影內表演和歌曲的版稅。當迪士尼拒絕付款時，她於1988年提起訴訟。經過長時間的法律鬥爭，法庭於1992年認定迪士尼違反協議的規定，佩姬因而能獲得230萬美元的賠償金。

### 去世
佩姬直到1990年代仍在登台演出。但因身體虛弱必須坐在輪椅上，並在1995年於卡內基音樂廳和好萊塢露天劇場進行了最後一場演出。
在多年健康狀況不佳後，佩姬於2002年1月21日因糖尿病併發症和心臟病發作，在加利福尼亞州貝萊爾的家中去世，享年81歲。骨灰與一座長凳式紀念碑一同安置於洛杉磯的西木村纪念公园公墓。 墓誌銘上則寫著「音樂是我生命的氣息（Music is my life’s breath）」。

## 音樂作品

### 唱片
- Rendezvous with Peggy Lee（國會唱片，1948）
- Benny Goodman and Peggy Lee（哥倫比亞唱片，1949）
- My Best to You: Peggy Lee Sings（國會唱片，1950）
- Road to Bali: Selections from the Paramount Picture（迪卡唱片，1952）
- Selections from Irving Berlin's White Christmas（迪卡唱片，1954）
- Peggy: Songs in an Intimate Style（迪卡唱片，1954）
- Songs from Pete Kelly's Blues（迪卡唱片，1955）
- Songs from Walt Disney's Lady and the Tramp（迪卡唱片，1955）
- Black Coffee（迪卡唱片，1956）
- The Man I Love（國會唱片，1957）
- Peggy Lee Sings with Benny Goodman（Harmony，1957）
- Dream Street（迪卡唱片，1957）
- Rendezvous with Peggy Lee（國會唱片，1957）
- Jump for Joy（國會唱片，1958）
- Things Are Swingin'（國會唱片，1958）
- Miss Wonderful（迪卡唱片，1958）
- Sea Shells（迪卡唱片，1958）
- Beauty and the Beat! with George Shearing（國會唱片，1959）
- I Like Men!（國會唱片，1959）
- Christmas Carousel（國會唱片，1960）
- Latin ala Lee!（國會唱片，1960）
- Pretty Eyes（國會唱片，1960）
- Basin Street East Proudly Presents Miss Peggy Lee（國會唱片，1961）
- If You Go（國會唱片，1961）
- Olé ala Lee（國會唱片，1960）
- All Aglow Again!（1960）
- Sugar 'n' Spice（國會唱片，1962）
- Blues Cross Country（國會唱片，1962）
- The Fabulous Peggy Lee（迪卡唱片，1963）
- Mink Jazz（國會唱片，1963）
- The Fabulous Miss Lee（World Record Club，1963）
- I'm a Woman（國會唱片，1963）
- Lover（Decca，1963）
- In the Name of Love（國會唱片，1964）
- In Love Again!（國會唱片，1964）
- Then Was Then – Now Is Now!（國會唱片，1965）
- Pass Me By（國會唱片，1965）
- Guitars a là Lee（國會唱片，1966）
- Big $pender（國會唱片，1966）
- So Blue（Vocalion，1966）
- Extra Special!（國會唱片，1967）
- Somethin' Groovy!（國會唱片，1967）
- 2 Shows Nightly（國會唱片，1968）
- Is That All There Is?（國會唱片，1969）
- A Natural Woman（國會唱片，1969）
- Bridge Over Troubled Water（國會唱片，1970）
- Make It With You（國會唱片，1970）
- Crazy in the Heart（Vocalion，1970）
- Where Did They Go（國會唱片，1971）
- Norma Deloris Egstrom from Jamestown, North Dakota（國會唱片，1972）
- Peggy Lee（Everest Archive，1974）
- Let's Love（Atlantic，1974）
- Mirrors（A&M，1975）
- Peggy（Polydor，1977）
- Live in London（Polydor，1977）
- Walt Disney's Lady and the Tramp: All the Songs from the Film（迪士尼，1979）
- Close Enough for Love（DRG，1979）
- You Can Depend On Me: 14 Previously Unreleased Songs（格蘭代爾，1981）
- The Music Makers Program 116 for Broadcast Week of 4/19/82（Music Makers，1982）
- Easy Listening with Woody Herman, Dave Barbour（Artistic Art，1984）
- The Uncollected Peggy Lee（Hindsight，1985）
- If I Could Be with You（Sounds Rare，1986）
- Miss Peggy Lee Sings the Blues（Musicmasters，1988）
- The Peggy Lee Songbook: There'll Be Another Spring（Musical Heritage Society，1990）
- Peggy Lee with the Dave Barbour Band（Laserlight，1991）
- Love Held Lightly: Rare Songs by Harold Arlen（Angel，1993）
- Moments Like This（Chesky，1993）

### 單曲
| 曲名                                           | 備註              | 銷量排行 | 日期           |
| ---------------------------------------------- | ----------------- | -------- | -------------- |
| "I Got It Bad and That Ain't Good"             | 和班尼·古德曼合作 | 25       | 1941年11月15日 |
| "Winter Weather"                               | 和班尼·古德曼合作 | 24       | 1942年1月10日  |
| "Blues in the Night"                           | 和班尼·古德曼合作 | 20       | 1942年2月14日  |
| "Somebody Else is Taking My Place"             | 和班尼·古德曼合作 | 1        | 1942年3月7日   |
| "My Little Cousin"                             | 和班尼·古德曼合作 | 14       | 1942年4月11日  |
| "We'll Meet Again                              | 和班尼·古德曼合作 | 16       | 1942年5月23日  |
| "Full Moon (Noche de Luna)"                    | 和班尼·古德曼合作 | 22       | 1942年6月13日  |
| "The Way You Look Tonight"                     | 和班尼·古德曼合作 | 21       | 1942年6月27日  |
| "Why Don't You Do Right?"                      | 和班尼·古德曼合作 | 4        | 1943年1月2日   |
| "Waitin' for the Train to Come In"             |                   | 4        | 1945年11月10日 |
| "I'm Glad I Waited for You"                    |                   | 24       | 1946年3月30日  |
| "I Don't Know Enough About You"                |                   | 7        | 1946年5月25日  |
| "Linger in My Arms a Little Longer, Baby"      |                   | 16       | 1946年9月28日  |
| "It's All Over Now"                            |                   | 10       | 1946年11月23日 |
| "It's a Good Day"                              |                   | 16       | 1947年1月18日  |
| "Everything's Moving Too Fast"                 |                   | 21       | 1947年2月8日   |
| "Chi-baba, Chi-baba (My Bambino, Go to Sleep)" |                   | 10       | 1947年6月28日  |
| "Golden Earrings"                              |                   | 2        | 1947年11月15日 |
| "I'll Dance at Your Wedding"                   |                   | 11       | 1947年12月20日 |
| "Mañana"                                       |                   | 1        | 1948年1月24日  |
| "All Dressed Up With a Broken Heart"           |                   | 21       | 1948年1月31日  |
| "For Every Man There's a Woman"                |                   | 25       | 1948年2月28日  |
| "Laroo, Laroo, Lili Bolero"                    |                   | 13       | 1948年4月3日   |
| "Talking to Myself About You"                  |                   | 23       | 1948年4月17日  |
| "Don't Smoke in Bed"                           |                   | 22       | 1948年5月15日  |
| "Caramba! It's the Samba!"                     |                   | 13       | 1948年6月5日   |
| "Baby, Don't Be Mad at Me"                     |                   | 21       | 1948年6月5日   |
| "Somebody Else Is Taking My Place"             | 1942年單曲再版    | 30       | 1948年6月19日  |
| "Bubble Loo, Bubble Loo"                       |                   | 23       | 1948年7月3日   |
| "Blum Blum, I Wonder Who I Am"                 |                   | 27       | 1949年3月12日  |
| "Similau (See-Me-Lo)"                          |                   | 17       | 1949年4月23日  |
| "Bali Ha'i"                                    |                   | 1        | 1949年5月14日  |
| "Riders in the Sky (A Cowboy Legend)"          |                   | 2        | 1949年5月28日  |
| "The Old Master Painter"                       | 和梅爾‧托美合作   | 9        | 1950年1月7日   |
| "Show Me the Way to Get Out of This World"     |                   | 28       | 1950年8月26日  |
| "(When I Dance with You) I Get Ideas"          |                   | 14       | 1951年9月8日   |
| "Be Anything (But Be Mine)"                    |                   | 21       | 1952年5月24日  |
| "Lover"                                        |                   | 3        | 1952年6月7日   |
| "Watermelon Weather"                           | 和平·克勞斯貝合作 | 28       | 1952年7月26日  |
| "Just One of Those Things"                     |                   | 14       | 1952年8月2日   |
| "River, River"                                 |                   | 23       | 1952年11月22日 |
| "Who's Gonna Pay the Check?"                   |                   | 22       | 1953年5月23日  |
| "Baubles, Bangles and Beads"                   |                   | 30       | 1953年5月12日  |
| "Where Can I Go Without You?"                  |                   | 28       | 1954年3月13日  |
| "Let Me Go, Lover"                             |                   | 26       | 1954年12月18日 |
| "Mr. Wonderful"                                |                   | 14       | 1956年3月3日   |
| "Joey, Joey, Joey"                             |                   | 76       | 1956年5月5日   |
| "Fever"                                        |                   | 8        | 1958年7月14日  |
| "Light of Love"                                |                   | 63       | 1958年11月3日  |
| "Sweetheart"                                   |                   | 98       | 1958年11月24日 |
| "My Man"                                       |                   | 81       | 1959年1月19日  |
| "Alright, Okay, You Win"                       |                   | 68       | 1959年1月26日  |
| "Hallelujah, I Love Him So"                    |                   | 77       | 1959年8月18日  |
| "I'm a Woman"                                  |                   | 54       | 1963年1月5日   |
| "Pass Me By"                                   | 當代成人單曲榜    | 20       | 1965年3月13日  |
| "Free Spirits"                                 | 當代成人單曲榜    | 29       | 1965年10月23日 |
| "Big Spender"                                  | 當代成人單曲榜    | 9        | 1966年1月29日  |
| "That Man"                                     | 當代成人單曲榜    | 31       | 1966年4月9日   |
| "You've Got Possibilities"                     | 當代成人單曲榜    | 6        | 1966年6月18日  |
| "So What's New"                                | 當代成人單曲榜    | 20       | 1966年10月15日 |
| "Walking Happy"                                | 當代成人單曲榜    | 14       | 1966年10月22日 |
| "I Feel It"                                    | 當代成人單曲榜    | 8        | 1967年9月30日  |
| "Spinning Wheel"                               | 當代成人單曲榜    | 24       | 1969年5月3日   |
| "Is That All There Is?                         | 當代成人單曲榜    | 1        | 1969年9月1日   |
| "Is That All There Is?"                        |                   | 11       | 1969年9月27日  |
| "Whistle for Happiness"                        | 當代成人單曲榜    | 13       | 1969年12月20日 |
| "Love Story"                                   | 當代成人單曲榜    | 26       | 1970年2月7日   |
| "You'll Remember Me"                           | 當代成人單曲榜    | 16       | 1970年5月9日   |
| "One More Ride on the Merry-Go-Round"          | 當代成人單曲榜    | 21       | 1970年10月3日  |
| "Love Song"                                    | 當代成人單曲榜    | 34       | 1972年10月7日  |
| "Let's Love"                                   | 當代成人單曲榜    | 22       | 1974年11月2日  |

### 專輯
| 名稱                                              | 備註                         | 銷量排名 | 日期           |
| ------------------------------------------------- | ---------------------------- | -------- | -------------- |
| Songs from White Christmas                        | 與平·克勞斯貝和丹尼·凱耶合作 | 2        | 1955年1月1日   |
| Songs from Pete Kelly's Blues                     | 與艾拉·費茲潔拉合作          | 7        | 1955年9月17日  |
| The Man I Love                                    |                              | 20       | 1957年9月23日  |
| Jump for Joy                                      |                              | 15       | 1958年7月14日  |
| Things Are Swingin                                |                              | 16       | 1958年12月8日  |
| Beauty and the Beat                               |                              | 19       | 1959年9月12日  |
| Latin ala Lee                                     |                              | 11       | 1960年4月11日  |
| Basin Street East Proudly Presents Miss Peggy Lee |                              | 77       | 1961年9月11日  |
| Bewitching-Lee!                                   |                              | 85       | 1962年8月25日  |
| Sugar 'n' Spice                                   |                              | 40       | 1962年11月17日 |
| I'm a Woman                                       |                              | 18       | 1963年3月9日   |
| Mink Jazz                                         |                              | 42       | 1963年7月27日  |
| In the Name of Love                               |                              | 97       | 1964年9月26日  |
| Pass Me By                                        |                              | 145      | 1965年5月22日  |
| Big Spender                                       |                              | 130      | 1966年7月30日  |
| Is That All There Is?                             |                              | 55       | 1969年12月13日 |
| Bridge Over Troubled Water                        |                              | 142      | 1970年6月6日   |
| Make It With You                                  |                              | 194      | 1970年12月19日 |

## 歌曲創作
佩姬·李以其微妙、優雅和厚重的歌喉而聞名，她認為自己是個以音樂為主要媒介而傳播的創作者。更喜歡以“輕柔地、有感情地”表達一首抒情的歌曲。她對音樂節奏有著超常的理解力，能夠詮釋及專注在任何歌曲核心要素的獨特能力，「藝術的永恆鬥爭，是除本質之外的一切」則是她的職業格言。佩姬親自創作或共同創作 270 多首歌曲。除了自行演唱外，她還受僱為電影配樂和作曲。在華特·迪士尼的電影《小姐與流氓》中，她被邀請與伯克共同創作了所有原創歌曲，並擔任四個角色的配音。
多年來，佩姬的歌曲創作合作者包括 班尼·古德曼 、勞林多·阿爾梅達、哈羅德·阿倫、桑尼·柏克、 艾靈頓公爵、戴夫·格魯辛、昆西·瓊斯、弗朗西斯·萊、傑克·馬歇爾、拉羅·斯齊弗林、 貝西伯爵、路易·阿姆斯壯、強尼·曼德爾、瑪麗安·麥克帕特蘭、威拉德·羅比遜、拉羅·斯齊弗林和楊五世。
當搖滾樂進入美國音樂界時，佩姬擔任國會唱片中重任支撐大局的重要地位。從她為披頭四樂隊、蘭迪·紐曼、卡洛爾·金、詹姆士·泰勒和其他嶄露頭角的詞曲作者發行唱片的音樂中可以看出，她是最早認識這種新流派的“保守派”之一。從1957年到1972年她為公司製作的最後一張唱片期間，她每年穩定地製作兩到三張專輯。
她的許多作品已成為當前美國流行音樂的基礎，其歌曲曾由托尼·貝內特、納金高、娜塔莉·貝伊、賓·克羅斯比、桃樂絲·黛、艾拉·費茲潔拉、茱蒂·嘉蘭、皇后·拉蒂法、巴里·曼尼洛、貝蒂·米德勒、賈奈兒・夢內、妮娜·西蒙、蕾吉娜·史派克特、莎拉·沃恩等歌手，以透過不同詮釋而發行翻唱版本的歌曲。
另外佩姬的作品也影響了其他當代著名的流行歌手：如保罗·麦卡特尼 、 麥當娜、碧昂絲、凱蒂蓮 、貓王、黛安娜·克瑞兒、達斯蒂·斯普林菲爾德、麗塔·考里奇、麗塔·莫雷諾 、愛黛兒和比莉·艾利什。

## 獎項和榮譽
佩姬·李總共獲得了13項格萊美獎提名。1969年，她的熱門歌曲〈Is That All There Is?〉為她贏得了格萊美最佳流行女歌手獎。1995年，她獲得葛萊美獎終身成就獎。
其他獎項包含1975年獲得北達科他州的騎手獎，1990 年美国作曲家、作家和发行商协会頒發的吹笛者獎 ，1994年歌手協會頒發的艾拉終身成就獎。 1994年，同年婦女國際中心頒發的 Living Legacy 獎，1999年美國歌曲作者協會頒發的總統獎。其他榮譽包括1992年的大樂隊爵士名人堂，1999 年的歌曲作者名人堂，以及2020年美國偉大歌曲集基金會的歌曲作者名人堂。
1960年，佩姬因錄製唱片在好萊塢星光大道上獲得一顆星。這顆星現在位於好萊塢大道6319號前。

### 個人形象
佩姬經常被引用為瑪格麗塔雞尾酒形象的靈感來源。1948年，當她和丈夫在墨西哥旅行後來到德克薩斯州加爾維斯敦郡的巴厘廳（Balinese Room）。她曾向調酒師桑托斯·克魯茲（Santos Cruz）要一杯類似於她在墨西哥喝過的酒，克魯茲便立刻調製了瑪格麗塔酒，並藉以佩姬（Peggy）的西班牙語版本命名該飲品。
1960年代至80年代著名的職業棒球投手塔格·麥格勞曾因獨特的直球招數而眾所周知，因此眾人將經常將其與佩姬的歌曲《Is That All There Is?》連結。使得該招術日後被冠上 「佩姬‧李快速球」（Peggy Lee fastball）的稱號。
美國著名木偶師吉姆·韓森的木偶劇《布偶歷險記》中登場的豬小姐（Miss Piggy），其金髮碧眼且氣質十足的形象則是以佩姬為靈感。

### 紀念

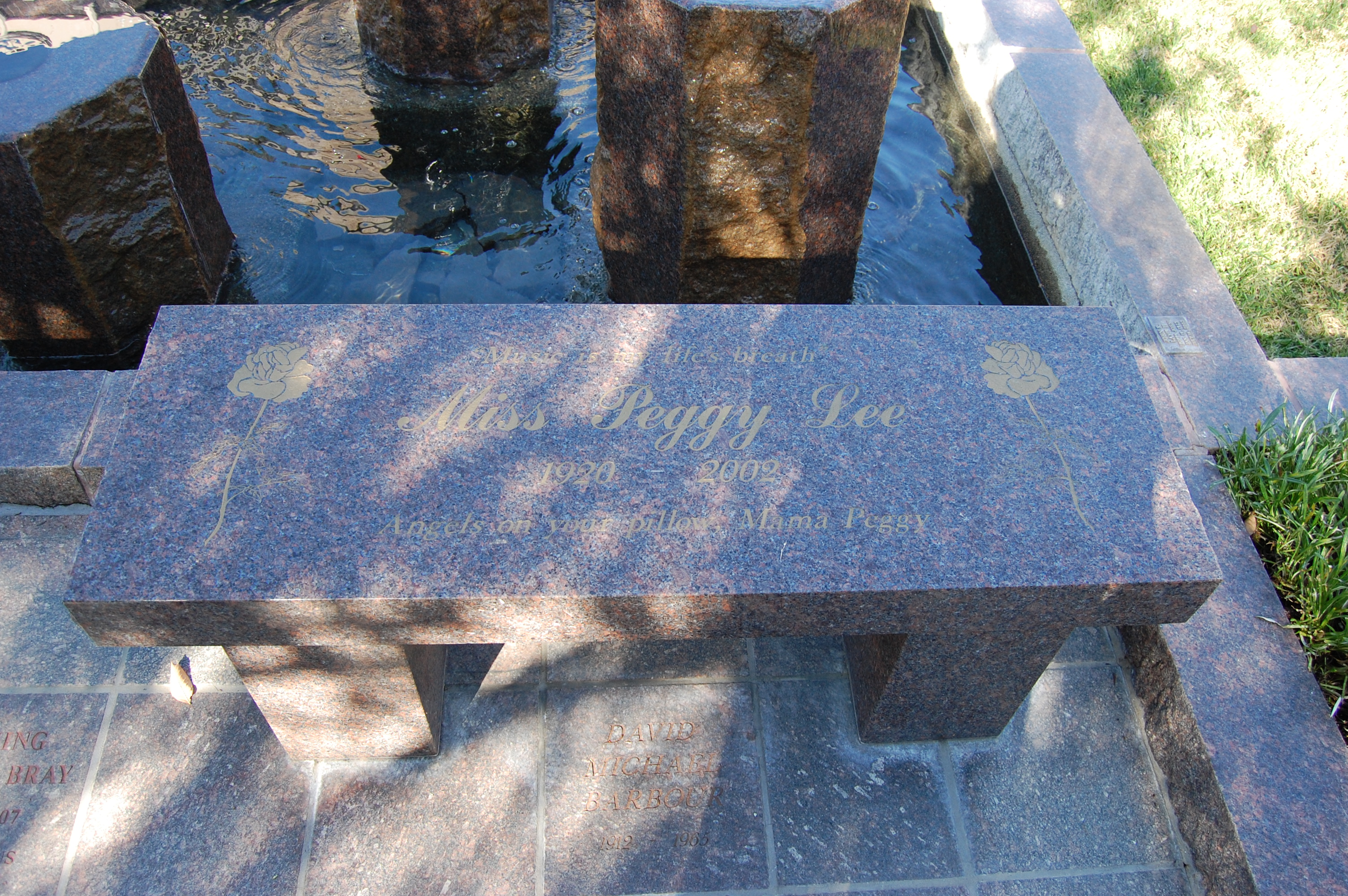
佩姬·李在西木村纪念公园的公墓。

佩姬逝世後，2003年，“將有另一個春天：向佩吉·李小姐致敬”的演唱會在卡內基音樂廳舉行，由搖滾音樂家理查德·巴羅內主辦，活動表演的嘉賓包括希穆爾·考夫曼、黛比·哈利、南茜·辛納特拉 、麗塔·莫瑞諾、瑪麗安·麥克帕特蘭、克里斯·康納、佩圖拉·克拉克、瑪麗亞·馬爾道、迪·迪·布里姬沃特、昆西·瓊斯、雪莉·霍恩等人。2004年，巴羅內將這一活動帶到好萊塢碗和芝加哥的拉維尼亞音樂節，並增加包括莫琳·麥戈文、傑克·瓊斯和碧翠絲·亞瑟等陣容，音樂會後來在全國公共廣播電台的JazzSet節目上播出。
2012年，佩姬小時候和家人生活的倉庫大樓改造為米德蘭大陸倉庫交通博物館，該博物館以介紹佩姬的展覽為特色。藉由過去的展品追溯佩姬的職業生涯以及她的成就。
2020年5月26日，佩姬·李百歲冥誕之際，格萊美博物館舉辦了一場線上座談會，邀請怪奇比莉、凱蒂蓮、艾瑞克·伯頓以及佩姬的孫女霍莉·福斯特·威爾斯（Holly Foster Wells）等人舉辦佩姬·李的紀念數位展覽。
同年，美國作曲家、作家和發行商協會與佩姬的後代設立了一年一度的佩姬歌曲作者獎。邁克爾·布魯姆和珍娜·洛蒂憑藉他們的歌曲〈Fake ID〉獲得了首屆獎項。

## 個人生活
佩姬·李結過四次婚：與吉他手兼作曲家戴夫·巴柏（1943–1951）、演員布拉德·德克斯特（1953）、演員杜威·馬田（1956–1958）和打擊樂手傑克·德爾里奧（Jack Del Rio，1964）。所有的婚姻最終都以離婚告終。
1943年11月11日，她在23歲時與戴夫生下她唯一的女兒：妮基·李·福斯特（Nicki Lee Foster）。
1975年，佩姬獲得了北達科塔州立大學的榮譽音樂博士學位，並於2000年獲得了詹姆斯敦大學的另一個榮譽博士學位。

### 引用
1. ↑  Stevenson, Kate. . University of Jamestown. October 26, 2005  [30 September 2018]. （原始内容存档于May 28, 2010）.
2. ↑  . Genealogi.se.   [April 10, 2012]. （原始内容存档于1997-10-11）.
3. ↑  Torresen, David (content) and Uy, David (design). . PeggyLee.com.   [December 15, 2012]. （原始内容存档于2018-04-19）.
4. ↑  Eriksmoen, Curt. . Bismarcktribune.com. May 13, 2012  [December 15, 2012]. （原始内容存档于2015-12-21）.
5. ↑  McMorrow, Merle W. . Trafford Publishing. December 2010: 146  [August 11, 2013]. ISBN 978-1-4269-4938-8. （原始内容存档于2016-05-18）.
6. ↑  Lee, Peggy. . Donald I. Fine. 1989: 74–76. ISBN 1-55611-112-6.
7. ↑  Richmond, Peter.  1st Picador. New York: Picador/Henry Holt. 2007  [11 September 2015]. ISBN 978-0312426613. （原始内容存档于2021-04-17）.
8. ↑  . BBC Radio 3. January 2014  [8 January 2021]. （原始内容存档于2017-09-15）.
9. ↑  Balliett, Whitney. . Univ. Press of Mississippi. 2006: 88  [August 11, 2013]. ISBN 978-1-57806-835-7. （原始内容存档于2014-01-04）.
10. ↑  Mackin, Tom. . AuthorHouse. June 1, 2008: 230  [August 11, 2013]. ISBN 978-1-4343-8561-1. （原始内容存档于2014-01-04）.
11. ↑  Gilliland, John.  (audiobook). 1994  [2021-11-12]. ISBN 978-1-55935-147-8. OCLC 31611854. （原始内容存档于2020-04-11）. Tape 2, side B.
12. ↑  Ciment, James; Russell, Thaddeus. . ABC-CLIO. 2007: 654  [August 11, 2013]. ISBN 978-1-57607-849-5. （原始内容存档于2016-04-26）.
13. ↑  Liner notes written by Will Friedwald to Peggy Lee and Benny Goodman, The Complete Recordings, 1941–1947, Columbia/Legacy, 1999
14. ↑   (PDF). Broadcasting. June 28, 1948  [December 21, 2014].
15. ↑  Dunning, John. . Oxford University Press, US. 7 May 1998: 152–  [3 September 2019]. ISBN 978-0-19-507678-3.
16. ↑  . Billboard. June 19, 1948: 21  [April 6, 2011]. （原始内容存档于2019-09-13）.
17. ↑  Strom, Robert. . McFarland. 2005: 52  [August 11, 2013]. ISBN 978-0-7864-1936-4. （原始内容存档于2014-05-02）.
18. ↑  Tobler, John.  1st. London: Reed International Books. 1992: 56. CN 5585.
19. ↑  Lelyveld, Joseph. . The New York Times. July 10, 1971  [2 January 2021]. （原始内容存档于2021-01-28）.
20. ↑  Tobler, John.  1st. London: Reed International Books Ltd. 1992: 18. CN 5585.
21. ↑  Gabriel, Brian. . Cartoon Brew. September 4, 2015  [10 January 2021]. （原始内容存档于2021-01-12）.
22. ↑  Bernstein, Sharon. . Los Angeles Times. March 21, 1991  [17 January 2021]. （原始内容存档于2021-01-22）.
23. ↑  Holden, Stephen. . The New York Times. August 7, 1992  [2021-11-12]. （原始内容存档于2017-10-01）.
24. ↑  Fordham, John. . Theguardian.com. January 23, 2002  [December 5, 2017]. （原始内容存档于2014-06-13）.
25. ↑  Lucini, Gianni. . Daily Green. May 28, 2018  [29 December 2020].
26. ↑  . Billboard. December 2020  [31 December 2020]. （原始内容存档于2021-02-05）.
27. ↑  Andres, Jorge H. . La Nacion. February 4, 2002  [2 January 2021]. （原始内容存档于2021-01-28）.
28. ↑  Friedwald, Will. . Wall Street Journal. November 18, 2016  [2 January 2021]. （原始内容存档于2021-01-22）.
29. ↑  lang, k.d. . Entertainment Weekly. May 23, 2002  [2 January 2021]. （原始内容存档于2020-11-28）.
30. ↑  Costello, Elvis. . Vanity Fair. August 26, 2013  [2 January 2021]. （原始内容存档于2021-01-16）.
31. ↑  Heckman, Don. . Los Angeles Times. January 25, 2002  [4 January 2021]. （原始内容存档于2021-04-17）.
32. ↑  Campbell, Craig. . The Sunday Post. October 23, 2019  [4 January 2021]. （原始内容存档于2021-01-09）.
33. ↑  Hansen, Liane. . NPR. August 14, 2005  [4 January 2021]. （原始内容存档于2021-01-07）.
34. ↑  Reed, Rex. . Observer. January 29, 2007  [4 January 2021]. （原始内容存档于2021-01-07）.
35. 1 2  Larsen, Peter. . Orange County Register. August 22, 2020  [4 January 2021]. （原始内容存档于2021-01-17）.
36. ↑  . grammy.com. November 23, 2020  [2021-11-12]. （原始内容存档于2020-08-13）.
37. ↑  . North Dakota Office of the Governor.   [29 December 2020]. （原始内容存档于2019-10-29）.
38. ↑  . ascap.com.   [29 December 2020]. （原始内容存档于2020-09-23）.
39. ↑  Stein, Jeannine. . Los Angeles Times.   [29 December 2020]. （原始内容存档于2021-04-17）.
40. ↑  . Women's International Center.   [29 December 2020]. （原始内容存档于1997-04-06）.
41. ↑  . Songwriters Hall of Fame.   [29 December 2020]. （原始内容存档于2018-11-12）.
42. ↑  Tyler, Don. . McFarland & Co. 2007: 430  [30 December 2020]. ISBN 978-0-7864-2946-2. （原始内容存档于2021-04-17）.
43. ↑  Dye, Robert. . American Songwriter. August 2020  [30 December 2020]. （原始内容存档于2021-01-28）.
44. ↑  . Songbook Hall of Fame.   [30 December 2020]. （原始内容存档于2020-09-10）.
45. ↑  Cochran, Amanda. . KPRC-TV. February 20, 2017  [1 January 2021]. （原始内容存档于2020-10-23）.
46. ↑  . walkoffame.com. October 25, 2019  [1 January 2021]. （原始内容存档于2014-02-04）.
47. ↑  Gupta, Anika. . Smithsonian Magazine. October 2008  [2 January 2021]. （原始内容存档于2021-03-04）.
48. ↑  David Torresen (content) and David Uy (design). . PeggyLee.com. June 23, 2003  [April 10, 2012]. （原始内容存档于2003-06-25）.
49. ↑  David Torresen (content) and David Uy (design). . PeggyLee.com.   [April 10, 2012]. （原始内容存档于2004-04-05）.
50. ↑  . ndtourism.com.   [17 January 2021]. （原始内容存档于2015-09-06）.
51. ↑  . ascap.com.   [7 January 2021]. （原始内容存档于2020-10-27）.
52. ↑  . Our Midland Daily News (Associated Press). May 15, 2003  [8 January 2021]. （原始内容存档于2021-01-28）.

### 書目
- Friedwald, Will. Liner notes for The Best of Peggy Lee: The Capitol Years.
- Gavin, James. Is That All There Is? – The Strange Life of Peggy Lee. Atria Books, 2014. ISBN 978-1-4516-4168-4
- Lee, Peggy. Miss Peggy Lee: An Autobiography. Donald I. Fine, 1989. ISBN 978-1-5561-1112-9
- Oney, Dr. Tish Oney, Peggy Lee: A Century of Song. Rowman & Littlefield, 2020. ISBN 978-1-5381-2847-3
- Richmond, Peter, Fever: The Life and Music of Miss Peggy Lee. Henry Holt and Company, 2006. ISBN 0-8050-7383-3
- Strom, Robert. Miss Peggy Lee: A Career Chronicle. McFarland Publishing, 2005. ISBN 0-7864-1936-9

## 外部連結
- 官方网站
- Peggy Lee Discography （页面存档备份，存于）
- 佩姬·李在互联网电影资料库（IMDb）上的資料（英文）
- 互聯網百老匯資料庫（IBDB）上佩姬·李的資料（英文）
- Review of a Peggy Lee biography by Mark Steyn
- Peggy Lee Interview （页面存档备份，存于） NAMM Oral History Library (1994)